# Herlinde Pauer-Studer
Herlinde Pauer-Studer (* 1953 in Bludenz, Vorarlberg) ist eine österreichische Philosophin und Universitätsprofessorin an der Universität Wien. Ihre Spezialgebiete sind Ethik, Politische sowie Analytische und Feministische Philosophie.

## Leben
Pauer-Studer absolvierte ein Studium der Philosophie an der University of Toronto (M.A. 1977) und der Universität Salzburg (Mag. phil. 1978). Sie promovierte 1983 an der Universität Salzburg und ihre Habilitation erfolgte 1996 an der Universität Wien für das Gesamtfach Philosophie.
Von 1981 bis 1985 war Pauer-Studer Assistentin am Institut für Rechtsphilosophie der Universität Graz und 1984 Lektorin an der University of California. 1996/97 und 1997/98 hatte sie Forschungsaufenthalte an der Harvard University sowie 2006 an der New York University. 1998 wurde sie zur Außerordentlichen Professorin am Institut für Philosophie der Universität Wien ernannt, 2010 wurde sie an der Universität Wien als Universitätsprofessorin für Praktische Philosophie berufen.
1993 erhielt Pauer-Studer vom Fonds zur Förderung der wissenschaftlichen Forschung (FWF) das Charlotte-Bühler-Stipendium und daran anschließend 1995 von der Österreichischen Akademie der Wissenschaften ein APART-Stipendium. 2010 erhielt zum ersten Mal und 2017 zum zweiten Mal einen der ERC Advanced Grants der Europäischen Kommission. Für 2017 wurde ihr der Preis der Stadt Wien für Geisteswissenschaften zugesprochen.
Ihre Tochter Nada Ina Pauer ist eine erfolgreiche Langstreckenläuferin.

## Schriften (Auswahl)
Autorin
- Das Andere der Gerechtigkeit. Moraltheorie im Kontext der Geschlechterdifferenz; Berlin, Akademie Verlag 1996
- Autonom leben. Reflexionen über Freiheit und Gleichheit; Frankfurt am Main, Suhrkamp 2000
- mit J. David Velleman: Konrad Morgen. The conscience of a Nazi judge. London 2015, ISBN 978-1-349-50504-3
  - mit J. David Velleman: »Weil ich nun mal Gerechtigkeitsfanatiker bin«. Der Fall des SS-Richters Konrad Morgen. Berlin 2017, ISBN 978-3-518-42599-2

Herausgeberin
- 2000: Konstruktionen praktischer Vernunft. Moralphilosophie im Gespräch, Frankfurt am Main; Philosophische Gespräche mit Amartya Sen, Christine Korsgaard, David Gauthier, T.M. Scanlon, Ronald Dworkin, Martha C. Nussbaum, Michael Sandel, Michael Walzer, Seyla Benhabib; Suhrkamp
- 1999: Martha C. Nussbaum: Gerechtigkeit oder Das gute Leben; Frankfurt am Main, Suhrkamp
- 1996 (mit Herta Nagl-Docekal): Politische Theorie. Differenz und Lebensqualität; Frankfurt am Main, Suhrkamp
- 1994: Norms, Values and Society, YEARBOOK 2 of the Institute "Vienna Circle"; Dordrecht-Boston-London, Kluwer
- 1993 (mit Herta Nagl-Docekal): Jenseits der Geschlechtermoral. Beiträge zur feministischen Ethik; Frankfurt am Main, Fischer Taschenbuch Verlag
- 1990 (mit Herta Nagl-Docekal): Denken der Geschlechterdifferenz. Neue Fragen und Perspektiven der Feministischen Philosophie; Wien, Wiener Frauenverlag (Reihe Frauenforschung, Band 14)
- 1989 (mit Elisabeth List): Denkverhältnisse. Feminismus und Kritik; Frankfurt am Main, Suhrkamp